# Мальцов, Сергей Иванович
Сергей Иванович Мальцо́в (искаж. Мальцев; (5 (17) февраля 1810, Москва — 21 декабря 1893 (2 января 1894), Санкт-Петербург) — русский промышленник из рода Мальцовых. Генерал-майор, почётный член Общества содействия русской торговле и промышленности.

## Биография
Сергей Иванович Мальцов родился в семье орловского помещика, крупного землевладельца и владельца фабрик Ивана Акимовича Мальцова и Капитолины Михайловны, урождённой Вышеславцевой (1778—1861), бывшей жены поэта В. Л. Пушкина. У Мальцовых был ещё сын Василий (1807—1832) и дочь Мария (1808—1897), в замужестве за П. Н. Игнатьевым.
О детских и юношеских годах С. И. Мальцова сведений сохранилось не много. Известно, что начальное образование получил дома, после поступил в школу, где помимо гуманитарных наук усердно изучал механику, химию, физику и иностранные языки. Он прекрасно знал французский, английский, немецкий языки.

### Военная служба
Как дворянин Сергей Иванович, достигнув определённого возраста, в силу обычая должен был служить. Он поступил в гвардию, выбрав местом службы Кавалергардский полк. 1 июля 1830 года был произведён в корнеты, 10 апреля 1832 года — в поручики. В 1833 году по состоянию здоровья С. И. Мальцов был уволен с военной службы. Однако отставка была недолгой и продлилась всего полтора года. Во время этого перерыва С. И. Мальцов успел побывать за границей, где познакомился с состоянием промышленности.
15 июня 1834 года С. И. Мальцов вторично поступил на военную службу и был определён на должность адъютанта принца Петра Георгиевича Ольденбургского. Военная карьера Сергея Ивановича складывалась удачно, чему способствовало расположение непосредственного начальника. В мае 1836 г. он был произведён в штабс-ротмистры, в декабре 1840 г. — в ротмистры и в апреле 1847 г. — в полковники.
Мальцов принимал активное участие в создании Императорского училища правоведения, инициатором учреждения которого был принц Ольденбургский: по его поручению Мальцов занялся составлением устава и первоначальной организацией училища. Некоторое время он исправлял должность директора училища.
В Кавалергардском полку Мальцов служил по 1853 год, когда по его просьбе был уволен в отставку с производством в чин генерал-майора, после чего посвятил себя управлению семейными промышленными предприятиями.

### Предприниматель
После смерти отца Ивана Акимовича в мае 1853 г. Сергей Иванович Мальцов стал крупнейшим землевладельцем, полновластным хозяином огромного промышленного района в центральной части Европейской России. В 1854 году Мальцов вступил в купеческое сословие, в первую гильдию.
С. И. Мальцов получил от своего отца в наследство 1000 крепостных душ сразу в двух обширных уездах — Брянском Орловской губернии и Жиздринском соседней Калужской губернии. Когда-то это были владения заводчика Никиты Демидова, но у него на Урале были свои заботы, потому и продал он крепостных вместе с рудоплавильными, железоделательными и стекольными заведениями. Изделия не только прочно завоевали российские рынки, но с большой охотой приобретались за границей. Поначалу заводы не приносили большого дохода. Для содержания и развития своих владений Мальцов в 1875 году учредил Мальцовское промышленно-торговое товарищество с правлением в Дятькове.
По описаниям Немировича-Данченко Василия Ивановича во время совместной поездке в Ивотъ в 1882 году:
Живой, энергическій старикъ, на обрамленномъ сѣдою бородой лицѣ котораго невольно выдавались умные сѣрые глаза, встрѣтилъ насъ въ господскомъ домѣ., Небольшаго, роста, лѣтъ осьмидесяти, онъ былъ быстръ въ движеніяхъ и силенъ, какъ молодой человѣкъ. Потомъ, когда я узналъ его ближе, я не разъ изумлялся неутомимости и выносливости этого на диво сложеннаго, точно для самой работы созданнаго природою на образецъ человѣка. По никогда не ослабляющейся энергіи онъ казался моложе насъ. Полную характеристику этой замѣчательной личности я дамъ въ слѣдующей главѣ.
Мальцовъ создалъ эту Америку въ Россіи.
Мальцовъ, живо интересовавшійся всѣмъ, что совершалось на бѣломъ свѣтѣ, слѣдившій за техническими открытіями, за научнымъ прогрессомъ, былъ исключеніемъ въ средѣ, исключительно занятой службой да подслуживаніемъ
Пошли вамъ судьба удачу, неутомимые русскіе люди!Немирович-Данченко В.И., Америка в России (Немирович-Данченко)/ДО, "Русская Мысль", №№ 1, 2, 4, 8, 10, 12, 1882
В мальцовском заводском округе на землях Калужской, Орловской и Смоленской губерний трудились 100 тысяч человек, производя машины всех видов, стройматериалы, мебель, сельхозпродукты и т. д. Деньги, что ходили по России, Мальцов своим рабочим людям не платил и после крепостного права. Для расчета за труд он завёл свои банкноты, в которых значило: «Записка его превосходительства С. И. Мальцова на получение из магазина разных припасов», была своя полиция, своя железная дорога в 202 версты и своя система судоходства, а также были собственного производства ткани, мука, даже пиво и водка. Соцпакет работников опережал все и российские, и западные нормы. На «горячих» участках рабочий день был восьмичасовой. Рабочие получали квартиры на 3—4 комнаты в добротных деревянных или каменных домах; за длительную хорошую работу «жилой» долг порядка 500 рублей с них списывался и жильё переходило в собственность рабочих. Топливо и медобслуживание для всех были бесплатными. В школах для мальчиков и девочек кроме обычных предметов преподавались пение и рисование, а желавшие учиться дальше шли в пятилетнее техническое училище — «мальцовский университет». (Писатель Л. Н. Толстой, приехавший узнать в 1885 году о положении заводов Людиново, принадлежавших Мальцову, с болью писал жене: «Я нынче уже был на стеклянном заводе и видел ужасы, на мой взгляд. Девочки 10 лет в 12 часов ночи становятся на работы и стоят до 12 дня, а потом в 4 идут в школу, где их по команде учат… Здорового лица женского и мужского увидеть трудно, а изможденных жалких — бездна.») Его выпускники обычно становились директорами и управляющими на мальцовских предприятиях.
В 1874—1875 годах Мальцов по заказу Департамента железных дорог заключил договор на изготовление в течение шести лет 150 паровозов и 3 тысяч вагонов, платформ и угольных вагонов из отечественных материалов. В новое дело С. И. Мальцов вложил более двух миллионов рублей, были построены мастерские, выписаны из Европы машины, построены печи Сименса для выплавки рессорной стали (ранее в России не производившейся), приглашены мастера во главе с французскими инженерами Фюжером и Басоном. И в этот момент чиновники из Департамента железных дорог разместили заказы за границей, ничем этого решения не мотивируя. Таким образом, на складах Мальцова к 1880 году оказалось готовой продукции на сумму 1,5 миллиона рублей. Для того чтобы как-то поддержать дело, Мальцов заложил свои крымские имения.
Жена Мальцова, оставшаяся с детьми в Петербурге, получавшая самое приличное содержание и не пропускавшая ни одного придворного бала, стала распускать слух, что её муж сошёл с ума. «Поёт в мужицком хоре, тратит на этих мужиков все деньги». В 1882 году Мальцова объявили сумасшедшим. В начале 1883 года по дороге из Людиново в Дятьково Мальцов разбился и с тяжелой черепно-мозговой травмой полгода лечился. Тем временем его семья добилась через суд признания его недееспособным и лишила прав собственности на промышленные предприятия.

### Последние годы
Сергей Иванович Мальцов навсегда отошёл от дел в 1884 году. Он переехал в своё крымское имение Симеиз (в центре которого сегодня находится парк им. Мальцова), где занялся садоводством, выпустил второе издание писем Либиха, напечатал свои проекты 40-х годов об обеспечении народа на случай голодовок, а во время голода 1891 года написал несколько статей по этому вопросу.
Осенью 1893 года, С. И. Мальцов приехал погостить в Санкт-Петербург и остановился у своей сестры, графини Марии Ивановны Игнатьевой, по адресу: Гагаринская наб. д. 26. 14 декабря 1893 года с ним случается «удар» и не приходя в сознание, С. И. Мальцов умер 21 декабря 1893 года. Отпевание происходило в Церкви Благовещения Пресвятой Богородицы (домовая церковь М. И. Игнатьевой). Тело его было перевезено в село Дятьково, где и погребено в фамильной усыпальнице.
В составленном в 1893 году завещании С. И. Мальцов не упомянул ни супругу, ни детей, распорядившись направить почти все оставшиеся активы на нужды Министерства народного просвещения. Однако его ближайшие родственники в судебном порядке оспорили завещание, потребовав передать им права на имение Симеиз, и через суд добились своего. Наследниками имения стали супруга и шесть детей Сергея Ивановича, но все они немедленно отказались от своих долей в пользу
братьев покойного И. С. и Н. С. Мальцовых. Они разделили имение на множество мелких участков и выгодно распродали их под строительство дач.

## Семья
Жена (с 10 января 1837 года) — княжна Анастасия Николаевна Урусова (21.10.1818—22.09.1894), фрейлина двора, дочь князя Николая Юрьевича Урусова (1764—1821) от брака с Ириной Никитичной Хитрово (1784—1854). В 1838 году Тургенев писал, что «Мальцова всем кружит головы и все от неё в восхищении. Напоминает Пушкину, вдову поэта, но свежее, очень приветлива и любезна и хорошо себя держит в салоне». «Умная, милая и ловкая» Анастасия Николаевна была близкой подругой императрицы Марии Александровны и состояла её камер-фрейлиной. Она преданно и ревностно служила своей государыне и неустанно несла свою вахту на её смертном одре. В браке имела детей:
- Капитолина Сергеевна (08.07.1839[14] — после 1918), поэтесса, прозаик, переводчица и журналист. В первом браке с 1859 года была замужем за князем Н. В. Мещерским, после развода, в 1872 году, вышла замуж за французского банкира Ш. Дориана. Её дочь — Дора Шарлотта Дориан (1875—1951) вторым браком стала женой внука В. Гюго.
- Иван Сергеевич (04.09.1840[15]—03.02.1842[16]), похоронен в селе Дятькове Орловской губернии.
- Мария Сергеевна (03.12.1843[17]—1904), с 1863 года была замужем за князем Леонидом Дмитриевичем Урусовым (1835—1885). После назначения мужа вице-губернатором Тулы объявила ему, что жить в России не может, и уехала в Париж. Была дружна с И. С. Тургеневым. Похоронена на римском кладбище Тестаччо.
- Сергей Сергеевич (10.07.1845[18]—1908), генерал-майор.
- Иван Сергеевич (01.02.1847[19]—1920) флигель-адъютант, генерал от инфантерии в отставке с 1905 года. Был женат на баронессе Екатерине Александровне Остен-Дризен (1853 — после 1920). Был расстрелян в Крыму в 1920 году вместе с сыном Сергеем (1876—1920) и его женой Ириной Владимировной, урождённой Барятинской (1880—1920).
- Николай Сергеевич (09.03.1849[20]—1939), родился в Петербурге, крещён 19 марта 1849 года в Симеоновской церкви, при восприемстве деда И. А. Мальцова и Т. Б. Потомкиной; почетный член РАН, основатель Симеизской обсерватории в Крыму. Одну из первых открытых в ней малых планет назвали «Мальцовией».
- Анастасия Сергеевна (17.08.1850[21]—1936), крещена 26 августа 1850 года в Симеоновской церкви при восприемстве П. Н. Игнатьева и К. М. Мальцевой; в первом браке с 1870 года была замужем за камер-юнкером графом В. В. Паниным, сыном министра юстиции В. Н. Панина, а во втором — за известным политическим и земским деятелем И. И. Петрункевичем, одним из учредителей кадетской партии. От первого брака у неё была дочь, графиня Софья Владимировна Панина. По отзывам современника, молодая Мальцова была очаровательна, «глядя на неё, не приходило в голову спросить у себя, хороша ли она собой; у неё была особая внутренняя красота, вся соткана из солнечного света»[22].
- Ирина Сергеевна (07.04.1852[23]—17.07.1883), крещена 27 апреля 1852 года в Симеоновской церкви при восприемстве великой княгини Екатерины Михайловны и герцога П. Г. Ольденбургского; фрейлина двора (05.10.1871), с ней был дружен великий князь Сергей Александрович и особенно сблизился во время пребывания во Флоренции после кончины императрицы Марии Александровны. По словам графа С. Д. Шереметева, была «привлекательна и щедро одарена природой, была умна и собой недурна. В свете имела успех. В неё был страстно влюблен молодой В. Скарятин, долго страдал и вздыхал, играл с нею в четыре руки, встречаясь преимущественно при дворе, где служил адъютантом. Ирина Сергеевна тоже его любила, но мать её была против их союза. Когда Ирина стала чахнуть, мать решилась уступить, но уже было поздно. Скарятин был уже женихом княжны Лобановой-Ростовской, на которой женился в 1873 году. Ирина Сергеевна не оправилась от удара. Для облегчения испытания мать искусственно сблизила её с великой княжной Марией Александровной и не прочь была выдать её за англичанина, дабы упрочить положение дочери при дворе Марии Александровны в Англии. Желанным женихом для неё был моряк Ramsoy. Из этого ничего не вышло и здоровье Ирины Сергеевны окончательно пошатнулось, а брак был ей необходим. Она в последние годы свои сдружилась с князем И. В. Барятинским и с прусским генералом Вердером. Оба в неё влюбились, а генерал Вердер несколько раз ей делал предложение, но уже было поздно. Она догорела, как свеча, и потухла»[24]. Скончалась от чахотки в Карлсруэ[25], похоронена на Казанском кладбище в Царском Селе[26].